# Jewhen Napnenko
Jewhen Olehowytsch Napnenko (ukrainisch Євген Олегович Напненко; * 27. Mai 1988 in Kiew, Ukrainische SSR) ist ein ehemaliger ukrainischer Eishockeytorwart, der mit dem HK Sokil Kiew und dem HK Donbass Donezk insgesamt fünfmal ukrainischer Landesmeister wurde.

## Karriere

### Club
Jewhen Napnenko begann seine Karriere als Eishockeyspieler in seiner Heimatstadt Kiew, wo er bei Politechnika Kiew in der zweiten ukrainischen Liga aktiv war. 2005 wechselte er zum HK Sokil Kiew, für den er bis 2009 nicht nur in der ersten ukrainischen Liga, sondern auch in Belarus (sowohl in der Extraliga als auch in der Wysschaja Liga) auf dem Eis stand. 2008 und 2009 wurde er mit Sokils zweiter Mannschaft ukrainischer Landesmeister. Nach dem zweiten Meistertitel suchte er beim DHK Latgale eine neue Herausforderung in der lettischen Liga. Bereits 2010 kehrte er jedoch in seine Geburtsstadt zurück und stellte sich für eine Spielzeit beim HK Kompanjon-Naftohas Kiew zwischen die Pfosten. Von dort zog es ihn in den Osten der Ukraine zum HK Donbass Donezk, mit dessen zweiter Mannschaft er 2012 und 2013 erneut den Titel in der Ukraine erringen konnte. Nachdem er in der Spielzeit 2013/14 bei HK Bilyj Bars Bila Zerkwa gespielt hatte, zog es ihn für ein Jahr in die polnische Ekstraliga zu Naprzód Janów. 2015 kehrte er zum HK Donbass Donezk zurück und wurde mit ihm 2016 erneut ukrainischer Meister. Anschließend schloss er sich dem HK Wytjas Charkiw an, den er zum Jahreswechsel 2016/17 wieder in Richtung HK Generals Kiew verließ. Im Sommer 2017 schloss er sich dem türkischen Erstligisten Narmanspor Külübü an und beendete dort 2018 seine Karriere.

### International
Im Juniorenbereich stand Napnenko bei der U-18-Weltmeisterschaft 2006 und den U-20-Weltmeisterschaften 2006, 2007 und 2008 im Tor. Zudem spielte er mit der ukrainischen Studentenauswahl bei der Winter-Universiade 2013 im italienischen Trentino.
Für die Herren-Mannschaft nahm Napnenko erstmals an den Qualifikationsturnieren für die Olympischen Winterspiele 2014 in Sotschi teil. Während er mit der ukrainischen Mannschaft die erste Qualifikationsrunde im November 2012 in heimischen Kiew noch gewinnen konnte, mussten die Blau-Gelben in der zweiten Runde im Februar 2013 die Überlegenheit der Konkurrenz anerkennen und schieden ohne Punktgewinn aus. Anschließend nahm er am B-Gruppen-Turnier der Division I der Weltmeisterschaft 2013 teil und stieg mit seiner Mannschaft in die Gruppe A auf. Dort gehörte er dann bei der Weltmeisterschaft 2015 zum Kader, wurde aber nicht eingesetzt.

## Erfolge und Auszeichnungen
- 2007 Bester Torwart bei der U-20-Weltmeisterschaft 2007
- 2008 Ukrainischer Meister mit dem HK Sokil Kiew
- 2009 Ukrainischer Meister mit dem HK Sokil Kiew
- 2012 Ukrainischer Meister mit dem HK Donbass Donezk
- 2012 Ukrainischer Meister mit dem HK Donbass Donezk
- 2013 Aufstieg in die Division I, Gruppe A, bei der Weltmeisterschaft der Division I, Gruppe B
- 2016 Ukrainischer Meister mit dem HK Donbass Donezk